# The Untouchable
| Críticas profissionais        | Críticas profissionais |
| Avaliações da crítica         | Avaliações da crítica  |
| Fonte                         | Avaliação              |
| ----------------------------- | ---------------------- |
| Allmusic                      | [ 1 ]                  |
| Entertainment Weekly          | C+                     |
| Los Angeles Times             | [ 3 ]                  |
| RapReviews.com                | [ 4 ]                  |
| The Rolling Stone Album Guide | [ 5 ]                  |
| The Source                    | [ 6 ]                  |
| Vibe                          | (favorável)            |

"The Untouchable" é o quarto álbum de estúdio do rapper Scarface. The Untouchable estreou no primeiro lugar na Billboard 200 com 168 500 cópias vendidas na primeira semana, se tornando o primeiro álbum da carreira do rapper a conseguir tal feito. O álbum inclui o hit single "Smile", feito em parceria com o falecido rapper 2Pac e o cantor de R&B Johnny P. O single ficou no 12.º lugar da BiIlboard Hot 100 e é o único single de Scarface a ganhar disco de ouro.
O álbum vendeu mais de 1 157 481 cópias, e ganhou disco de platina pela RIAA em 16 de maio de 1997.

## Lista de faixas
|    | Título                           | Produtor(es)                                     | Intérprete(s)                                             | Duração |
| -- | -------------------------------- | ------------------------------------------------ | --------------------------------------------------------- | ------- |
| 1  | "Untouchable"                    | N.O. Joe, Scarface, Mike Dean                    | Scarface                                                  | 2:04    |
| 2  | "No Warning"                     | N.O. Joe                                         | Scarface                                                  | 3:12    |
| 3  | "Southside"                      | N.O. Joe, Mike Dean, Tone Capone                 | Scarface                                                  | 2:49    |
| 4  | "Sunshine"                       | N.O. Joe                                         | Scarface                                                  | 4:39    |
| 5  | "Money Makes the World Go Round" | N.O. Joe, Mike Dean, Tone Capone                 | Scarface (featuring Daz Dillinger, Devin the Dude & K.B.) | 5:47    |
| 6  | "For Real"                       | N.O. Joe, Scarface, Mike Dean                    | Scarface                                                  | 5:19    |
| 7  | "Ya' Money or Ya' Life"          | N.O. Joe                                         | Scarface                                                  | 6:17    |
| 8  | "Mary Jane"                      | N.O. Joe, Scarface, Mike Dean, Tone Capone       | Scarface                                                  | 5:39    |
| 9  | "Smile"                          | Mike Dean, Tone Capone, N.O. Joe                 | Scarface (featuring Tupac Shakur & Johnny P.)             | 4:39    |
| 10 | "Smartz"                         | N.O. Joe, Scarface, Mike Dean, Tone Capone, Domo | Scarface, Devin the Dude                                  | 5:32    |
| 11 | "Faith"                          | N.O. Joe, Mike Dean, John Bido                   | Scarface                                                  | 4:39    |
| 12 | "Game Over"                      | Dr. Dre                                          | Scarface (featuring Dr. Dre, Ice Cube & Too $hort)        | 3:52    |

## Samples
- "Faith"
  - "I Just Want to Celebrate" de Rare Earth
- "Game Over"
  - "The Human Fly" de Lalo Schifrin
- "Smile"
  - "Tell Me if You Still Care" de The S.O.S. Band
- "Untouchable"
  - "So Ruff, So Tuff" de Roger

## Desempenho nas paradas
| Parada (1997)          | Posição |
| ---------------------- | ------- |
| Billboard 200          | 1       |
| Top R&B/Hip Hop Albums | 1       |

### Singles
| Ano                | Canção  | Billboard Hot 100 | Hot R&B/Hip-Hop Singles & Tracks | Hot Rap Singles |
| ------------------ | ------- | ----------------- | -------------------------------- | --------------- |
| 2 de junho de 1997 | "Smile" | 6                 | 2                                | 1               |